# Der Präsident (1961)
Der französische Spielfilm Der Präsident (Le président) ist ein Politdrama, das Henri Verneuil 1961 nach einem Roman von Georges Simenon zusammen mit Michel Audiard adaptierte und das er inszenierte. In den Hauptrollen treten Jean Gabin und Bernard Blier auf. Das fiktive, dialogintensive Drama greift Themen auf wie Geldentwertung sowie den Streit zwischen den Befürwortern einer europäischen Zollunion und Skeptikern, die den Nutzen des Projekts für das Wohlergehen und die Größe des Landes bezweifeln.

## Handlung
Der ehemalige französische Ministerpräsident Émile Beaufort lebt auf seinem Landsitz, wo er seiner Sekretärin Millerand seine Memoiren diktiert und einen Freundschaftsbesuch des britischen Premierministers erhält. Als Zeitungen und Fernsehen Gerüchte verbreiten, dass der aufstrebende Politiker Philippe Chalamont zum nächsten Premierminister berufen werden soll, erinnert er sich an seine aktive Zeit.
In einer wirtschaftlichen Krise beschloss er damals in einem engen Kreis, dem auch Chalamont angehörte, eine Geldentwertung. Doch jemand nutzte seinen Wissensvorsprung aus, um mit Spekulationsgeschäften 3 Milliarden Franc Gewinn zum Schaden der Republik zu schlagen. Chalamont gestand, seiner Frau, die einer Bankiersfamilie angehört, von den Maßnahmen der Regierung erzählt zu haben. Beaufort zwang ihn, ein Schuldbekenntnis zu unterschreiben, das er an sich nahm, ohne es jemals zu veröffentlichen. In einer flammenden Rede vor dem Rat zählte er alle Abgeordneten namentlich auf, die vorgäben, die Volksinteressen zu vertreten, tatsächlich aber mit Unternehmen verbandelt seien, und legte sein Amt nieder. Nun verbrennt er das Schriftstück, damit es nicht in falsche Hände gerät, falls Chalamont an die Macht kommen sollte. Danach lässt er Chalamont nachts zu sich kommen, beschimpft ihn wegen seines Charakters und droht ihm mit der Veröffentlichung, wenn er das angetragene Amt annehmen sollte. Chalamont gibt auf.

## Hintergründe
Der Präsident wurde am 1. März 1961 uraufgeführt. Die deutschsprachige Erstaufführung war am 28. Juli 1961. Eine frühere deutschsprachige Version dauert nur ca. 95 Minuten, die am 31. August 2020 auf ARTE gezeigte Version dauert länger. Die Unterschiede sind deutlich hörbar, da die Nachsynchronisation durch andere Schauspieler erfolgt ist.

## Kritiken
„Ein demokratisches Lehr- und Dialogstück mit überzeugenden Darstellern. Die Hauptfigur trägt die Züge des früheren französischen Außenministers Aristide Briand.“